# Course en ligne féminine aux championnats du monde de cyclisme sur route 1993
Navigation
1991 1994
La course en ligne féminine aux championnats du monde de cyclisme sur route 1993 a lieu le 28 août 1993 à Oslo en Norvège. Cette édition est remportée par la Néerlandaise Leontien van Moorsel.

## Classement
|                                    | Coureuse               | Pays             |    | Temps           |
| ---------------------------------- | ---------------------- | ---------------- | -- | --------------- |
| Médaille d'or, Coupe du Monde      | Leontien van Moorsel   | Pays-Bas         | en | 2 h 21 min 20 s |
| Médaille d'argent, Coupe du Monde  | Jeannie Longo          | France           | +  |                 |
| Médaille de bronze, Coupe du Monde | Laura Charameda        | États-Unis       |    | 4 s             |
| 4                                  | Michela Fanini         | Italie           |    | 4 s             |
| 5                                  | Sally Zack             | États-Unis       |    | 4 s             |
| 6                                  | Cathy Reardon          | Australie        |    | 4 s             |
| 7                                  | Luzia Zberg            | Suisse           |    | 4 s             |
| 8                                  | Elsbeth van Rooy-Vink  | Pays-Bas         |    | 4 s             |
| 9                                  | Marie Höljer           | Suède            |    | 4 s             |
| 10                                 | Vera Hohlfeld          | Allemagne        |    | 4 s             |
| 11                                 | Heidi Van De Vijver    | Belgique         |    | 4 s             |
| 12                                 | Susan Palmer-Komar     | Canada           |    | 4 s             |
| 13                                 | Marie Purvis           | Royaume-Uni      |    | 4 s             |
| 14                                 | Catherine Marsal       | France           |    | 4 s             |
| 15                                 | Sarah Phillips         | Royaume-Uni      |    | 4 s             |
| 16                                 | Aleksandra Koliaseva   | Russie           |    | 4 s             |
| 17                                 | Barbara Heeb           | Suisse           |    | 4 s             |
| 18                                 | Clara Hughes           | Canada           |    | 4 s             |
| 19                                 | Joane Somarriba        | Espagne          |    | 4 s             |
| 20                                 | Svetlana Boubnenkova   | Russie           |    | 4 s             |
| 21                                 | Ana Barros             | Portugal         |    | 4 s             |
| 22                                 | Rebecca Bailey         | Nouvelle-Zélande |    | 4 s             |
| 23                                 | Julie Young            | États-Unis       |    | 4 s             |
| 24                                 | Jeanne Golay           | États-Unis       |    | 4 s             |
| 25                                 | Fabiana Luperini       | Italie           |    | 4 s             |
| 26                                 | Roberta Bonanomi       | Italie           |    | 4 s             |
| 27                                 | Zinaida Stahurskaya    | Biélorussie      |    | 17 s            |
| 28                                 | Anne Samplonius        | Canada           |    | 18 s            |
| 29                                 | Alison Dunlap          | États-Unis       |    | 26 s            |
| 30                                 | Alison Sydor           | Canada           |    | 26 s            |
| 31                                 | Sandra Schumacher      | Allemagne        |    | 1 min 52 s      |
| 32                                 | Monica Valvik-Valen    | Norvège          |    | 1 min 52 s      |
| 33                                 | Diana Žiliūtė          | Lituanie         |    | 1 min 52 s      |
| 34                                 | Claudia Lehmann        | Allemagne        |    | 1 min 52 s      |
| 35                                 | Lesley Tomlinson       | Canada           |    | 1 min 52 s      |
| 36                                 | Nada Cristofoli        | Italie           |    | 1 min 52 s      |
| 37                                 | Elena Barillova        | Slovénie         |    | 1 min 52 s      |
| 38                                 | Jocelyne Messori-Hugi  | France           |    | 1 min 52 s      |
| 39                                 | Elisabeth Westman      | Suède            |    | 1 min 52 s      |
| 40                                 | Daniëlle Overgaag      | Pays-Bas         |    | 1 min 52 s      |
| 41                                 | Kathy Watt             | Australie        |    | 2 min 23 s      |
| 42                                 | Jacqueline Nelson      | Nouvelle-Zélande |    | 2 min 23 s      |
| 43                                 | Ingunn Bollerud        | Norvège          |    | 2 min 23 s      |
| 44                                 | Lenka Ilavská          | Slovénie         |    | 3 min 31 s      |
| 45                                 | Tamara Poliakova       | Ukraine          |    | 3 min 32 s      |
| 46                                 | Mara Calliope          | Italie           |    | 3 min 32 s      |
| 47                                 | Corinne Le Gal         | France           |    | 3 min 32 s      |
| 48                                 | Alessandra Cappellotto | Italie           |    | 3 min 32 s      |
| 49                                 | Šárka Víchová          | Tchéquie         |    | 3 min 32 s      |
| 50                                 | Astrid Schop           | Pays-Bas         |    | 3 min 32 s      |
| 51                                 | Edita Pučinskaitė      | Lituanie         |    | 3 min 32 s      |
| 52                                 | Laurence Leboucher     | France           |    | 3 min 32 s      |
| 53                                 | Kristel Werckx         | Allemagne        |    | 5 min 13 s      |

|                      | Coureuse               | Pays             |  | Temps       |
| -------------------- | ---------------------- | ---------------- |  | ----------- |
| Autres compétitrices |                        |                  |  |             |
| 58                   | Iryna Chuzhynova       | Ukraine          |  | 5 min 37 s  |
| 59                   | Ragnhild Kostøl        | Norvège          |  | 5 min 37 s  |
| 60                   | Petra Grimbergen       | Pays-Bas         |  | 5 min 37 s  |
| 61                   | Gulnara Fatkúlina      | Russie           |  | 5 min 37 s  |
| 62                   | Anne-Marie Cooreman    | Belgique         |  | 5 min 37 s  |
| 63                   | Petra Meier-Walczewski | Suisse           |  | 5 min 37 s  |
| 64                   | Jenny Algelid          | Suède            |  | 5 min 40 s  |
| 65                   | Sally Dawes            | Royaume-Uni      |  | 5 min 44 s  |
| 66                   | Linda Jackson          | Canada           |  | 7 min 18 s  |
| 67                   | Alexandra Bähler       | Suisse           |  | 8 min 10 s  |
| 69                   | Natalja Yuganiuk       | Ukraine          |  | 8 min 35 s  |
| 70                   | Yvonne Schnorf-Wabel   | Suisse           |  | 8 min 35 s  |
| 72                   | Zita Urbonaitė         | Lituanie         |  | 8 min 35 s  |
| 73                   | Karen Kurreck          | États-Unis       |  | 8 min 35 s  |
| 74                   | Susy Pryde             | Nouvelle-Zélande |  | 8 min 35 s  |
| 75                   | Bogumila Matusiak      | Pologne          |  | 8 min 35 s  |
| 78                   | Monika Riediker        | Suisse           |  | 8 min 35 s  |
| 80                   | Regina Schleicher      | Allemagne        |  | 8 min 35 s  |
| 81                   | Madeleine Lindberg     | Suède            |  | 8 min 35 s  |
| 83                   | Yvonne McGregor        | Allemagne        |  | 8 min 35 s  |
| 85                   | Olga Sokolova          | Russie           |  | 8 min 35 s  |
| 86                   | Hanne Malmberg         | Danemark         |  | 11 min 56 s |
| 87                   | Teodora Ruano          | Espagne          |  | 16 min 14 s |
| 91                   | Anja Lenaers           | Belgique         |  | 16 min 14 s |
| 97                   | Marion Clignet         | France           |  | 16 min 14 s |
| 108                  | Elena Tchalykh         | Russie           |  | 16 min 14 s |
| 109                  | Edita Kubelskienė      | Lituanie         |  | 16 min 14 s |
| 110                  | Rasa Mažeikytė         | Lituanie         |  | 16 min 14 s |
| 111                  | May Britt Hartwell     | Norvège          |  | 16 min 32 s |